# أليكس لين
أليكس لين (بالأوكرانية: Лень Олексій Юрійович) مواليد 16 يونيو 1993 في أنتراتسيت، أوكرانيا، هو لاعب كرة سلة محترف أوكراني بدأ مسيرته الاحترافية في سنة 2010 حيث تم اختياره من قبل فريق فينيكس صنز خلال الدرافت، يلعب مع فريق فينيكس صنز في الرابطة الوطنية لكرة السلة كلاعب وسط ويحمل الرقم 21. يبلغ طوله 7 قدم 1 بوصة (2.2 م).

## إحصائيات المسيرة

### الرابطة الوطنية لكرة السلة

#### الموسم الاعتيادي
| السنة   | الفريق     | لعب | بدأ | دقيقة | ميداني% | ثلاثية | حرة  | ارتداد | صنع | استلاب | تصدي | نقطة |
| ------- | ---------- | --- | --- | ----- | ------- | ------ | ---- | ------ | --- | ------ | ---- | ---- |
| 2013–14 | فينيكس صنز | 42  | 3   | 8.6   | .423    | .000   | .645 | 2.4    | .1  | .1     | .4   | 2.0  |
| 2014–15 | فينيكس صنز | 69  | 44  | 22.0  | .507    | .333   | .702 | 6.6    | .5  | .5     | 1.5  | 6.3  |
| 2015–16 | فينيكس صنز | 78  | 46  | 22.3  | .423    | .143   | .728 | 7.6    | 1.2 | .5     | .8   | 9.0  |
| المسيرة |            | 189 | 93  | 19.6  | .451    | .200   | .714 | 6.1    | .7  | .4     | 1.0  | 6.5  |

## روابط خارجية
- أليكس لين على موقع الاتحاد الدولي لكرة السلة (الإنجليزية)
- أليكس لين على موقع إن بي أي (الإنجليزية)
- أليكس لين على موقع سبورتس رفرنس (الإنجليزية)
- أليكس لين على موقع كرة السلة الأوروبية.كوم (الإنجليزية)
- أليكس لين على موقع إي إس بي إن.كوم (الإنجليزية)
- أليكس لين على موقع كلية كرة السلة في سبورتس رفرنس.كوم (الإنجليزية)
- أليكس لين على موقع ريلجم (الإنجليزية)
- أليكس لين على موقع بروبوليرز (الإنجليزية)